# Seth Dunwoody
Seth Dunwoody, né le 26 mai 2006 à Hamiltonsbawn, est un coureur cycliste irlandais. Il est membre de l'équipe Bahrain Victorious Development.

## Biographie
Seth Dunwoody est originaire d'Hamiltonsbawn, un village nord-irlandais du comté d'Armagh. Durant son enfance, il découvre le cyclisme en compagnie de son père, qui pratique lui-même ce sport au niveau amateur,. Il commence à six ou sept ans par le VTT et le cyclo-cross, avant de basculer vers les compétitions sur route. Dans les catégories de jeunes, il attire l'attention en accumulant les victoires sur des courses nationales. 
En 2022, il devient sextuple champion d'Irlande, sur route ou sur piste. Il finit par ailleurs cinquième du contre-la-montre au Festival olympique de la jeunesse européenne. Grâce à ses performances, il intègre l'équipe Cannibal-Victorious U19, une structure junior liée à la formation Bahrain Victorious. Sous ses nouvelles couleurs, il domine l'édition 2023 de la Penn Ar Bed-Pays d’Iroise en remportant deux étapes ainsi que son classement général,. Il devient également champion d'Irlande sur route chez les juniors. 
Lors de la saison 2024, il confirme ses aptitudes en obtenant de nouveaux résultats au niveau international. Bon rouleur, et rapide au sprint, il remporte l'E3 Saxo Classic, une étape de la Course de la Paix juniors ou encore le Chrono des Nations juniors. Il se classe aussi deuxième de Kuurne-Bruxelles-Kuurne juniors et du Trophée des Flandres, cinquième de la Guido Reybrouck Classic, septième du Trophée Centre Morbihan ou encore douzième de Paris-Roubaix juniors. Au mois de septembre, il représente l'Irlande aux championnats du monde de Zurich, où il prend la cinquième place du contre-la-montre juniors. 
En 2025, il reste dans le giron de Bahrain Victorious en intégrant sa réserve officielle, composée principalement de coureurs espoirs. Le 13 avril, il s'adjuge la dernière étape du Circuit des Ardennes, en réglant au sprint un peloton groupé. Au mois de juin, il s'impose de nouveau au sprint sur une étape du Giro d'Italia Next Gen, devant ses compagnons d'échappée.

## Palmarès
- 2022
  -  Champion d'Irlande sur route cadets
  -  Champion d'Irlande du contre-la-montre cadets
  -  Champion d'Irlande du critérium cadets
  - Peter Bidwell Memorial Race
- 2023
  -  Champion d'Irlande sur route juniors
  - Travers Engineering Annaclone Grand Prix
  - Penn Ar Bed-Pays d’Iroise :
    - Classement général
    - 1re et 3e étapes

  - Noel Teggart Memorial
- 2024
  - Travers Engineering Annaclone Grand Prix
  - E3 Saxo Classic
  - 2eb étape de la Course de la Paix juniors
  - Alan Towell Memorial
  - 2eb étape de la Nation's Cup Hungary
  - Ulster Road Race Championships
  - Chrono des Nations juniors
  - 2e de Kuurne-Bruxelles-Kuurne juniors
  - 2e du championnat d'Irlande du contre-la-montre juniors
  - 2e du Trophée des Flandres
  - 2e de la Nation's Cup Hungary
  - 5e du championnat du monde du contre-la-montre juniors
- 2025
  - 5e étape du Circuit des Ardennes
  - 4e étape du Giro d'Italia Next Gen